# Consiglio nazionale degli studenti universitari
Il Consiglio nazionale degli studenti universitari (CNSU) è un organo consultivo del Ministero dell'università e della ricerca italiano. Previsto dalla legge 15 marzo 1997, n. 59 venne però di fatto istituito con il D.P.R. 2 dicembre 1997, n. 491.
A seguito delle ultime elezioni dell'organo, tenutesi nel 2022, è stata eletta presidente del CNSU Alessia Conti dell'Unione degli universitari (UDU), studentessa dell'Università di Padova (distretto nord-est). Il ruolo di vicepresidente è attualmente ricoperto da Giovanni Pio Oliverio, studente dell’Università degli Studi "Magna Græcia" di Catanzaro (distretto sud ed isole).

## Composizione, nomina e durata
È un organo elettivo composto da 28 studenti iscritti ai corsi di laurea e laurea magistrale, uno studente del dottorato di ricerca ed uno specializzando.
Per l’elezione della componente studentesca le istituzioni universitarie sono raggruppate in quattro collegi elettorali su base regionale:
1. I Distretto (Nord-Est): Valle d’Aosta, Trentino-Alto Adige, Veneto, Friuli Venezia Giulia, Emilia-Romagna e Marche;
2. II Distretto (Nord-Ovest): Piemonte, Lombardia e Liguria;
3. III Distretto (Centro): Toscana, Umbria, Lazio e Abruzzo;
4. IV Distretto (Sud e Isole): Molise, Campania, Puglia, Basilicata, Calabria, Sicilia, Sardegna.[1]

I componenti sono nominati con decreto del ministro dell'università e della ricerca, durano in carica tre anni e non sono rieleggibili. Le elezioni per la designazione dei componenti avvengono ogni tre anni.
L'attuale Consiglio, nominato con decreto del Ministro dell'università e della ricerca n. 941 del 5 agosto 2022, è composto da:

### In rappresentanza degli studenti iscritti ai corsi di laurea[3]
- Lorenzo Bassi (UDU)
- Luigi Biondini (CLDS)
- Mattia Branca (UDU)
- Matteo Bulgini (Link)
- Francesco Carnevale Maffè (CLDS)
- Francesco Cerami (UDU)
- Alessandro D'Avino (Unilab Svoltastudenti)
- Antonino Esposito (Confederazione Degli Studenti)
- Giorgia Pia Faccilongo (AU)
- Andrea Alberto Frigerio (UDU)
- Annachiara Galli (Primavera degli Studenti)
- Pierfrancesco Gargiulo (UDU)
- Matteo Greggio Miola (UDU)
- Daniele Lancia (UniFutura)
- Giuseppe Maiello (Progetto Uniamoci)
- Tito Rodolfo Maraz Galassi (UniSX)
- Lorenzo Mazzocchetti (UniFutura)
- Carlo Nadotti (UDU)
- Carmine Nardelli (Astra Network)
- Maira Parissi (Primavera degli Studenti)
- Lorenzo Perlini (UDU)
- Valeria Petrini (AU)
- Leone Paolo Piva Scavia (UDU)
- Giuseppe Prochilo (Primavera degli Studenti)
- Nicolò Francesco Righi (CLDS)
- Fabrizio Sbilordo (AU)
- Damiano Schiavone (Confederazione Degli Studenti)
- Raimondo Alessandro Sciarrillo (AU)

### In rappresentanza degli iscritti ai corsi di specializzazione
- Dott. Fabrizio Mattu (ANAAO Giovani - ALS - GMI)

### In rappresentanza degli iscritti ai corsi di dottorato di ricerca
- Dott.ssa Claudia Migliazza (ADI - Associazione Dottorandi e Dottori di ricerca in Italia)

## Competenze
Il Consiglio può formulare pareri e proposte al Ministro dell'università e della ricerca che riguardano il mondo universitario nel suo complesso (attuazione delle riforme, diritto allo studio, finanziamenti, notizie di rilevanza nazionale che riguardano gli atenei nazionali).
In particolare:
- sui progetti di riordino del sistema universitario predisposti dal ministro;
- sui decreti ministeriali, con i quali sono definiti i criteri generali per la disciplina degli ordinamenti didattici dei corsi di studio universitario, nonché le modalità e gli strumenti per l'orientamento e per favorire la mobilità degli studenti;
- sui criteri per l'assegnazione e l'utilizzazione del fondo di finanziamento ordinario e della quota di riequilibrio delle università;
- elegge nel proprio seno otto rappresentanti degli studenti nel Consiglio universitario nazionale, nomina inoltre tre membri in seno al comitato consultivo dell'Agenzia nazionale di valutazione del sistema universitario e della ricerca e dell'Associazione nazionale degli Organismi per il Diritto allo Studio Universitario;
- può formulare proposte e può essere sentito dal ministro su altre materie di interesse generale per l'università;
- presenta al ministro, entro un anno dall'insediamento, una relazione sulla condizione studentesca nell'ambito del sistema universitario;
- può rivolgere quesiti al ministro circa fatti o eventi di rilevanza nazionale riguardanti la didattica e la condizione studentesca, cui è data risposta entro 60 giorni.

Il Consiglio elegge un proprio presidente, un vice presidente e quattro membri che compongono l'ufficio di presidenza.

## Presidenti e Vicepresidenti
- 2000 - 2003:  Tommaso Agasisti (CLDS) (eletto presidente con 20 voti su 30) e Gianfranco Sorbara (Alleanza universitaria - Studenti per le Libertà)
- 2004 - 2007:  Salvatore Muratore detto Uccio (UDU-sinistra giovanile Sg) (eletto presidente con 15 voti su 30) e Rosario Visone (Unicentro)
- 2007 - 2010:  Diego Celli (CLDS) (eletto presidente con 21 voti su 30) e Francesco Campisi (Azione Universitaria)
- 2010 - 2013:  Mattia Sogaro (CLDS) (eletto presidente con 18 voti su 30) e Pietro Smarrazzo (Studenti per le Libertà)
- 2013 - 2016: Andrea Fiorini (UDU) (eletto presidente con 19 voti su 30) e Lorenzo Roesel (CLDS)
- 2016 - 2019: Anna Azzalin (UDU) (eletta presidente con 13 voti su 30) e Luca Galli (CLDS)[4]
- 2019 - 2022: Luigi Leone Chiapparino (UDU) (eletto presidente con 16 voti su 30) e Daniele Tagliacozzo (Primavera degli Studenti)
- 2022 - 2025: Alessia Conti (UDU) (eletta presidente con 18 voti su 30) e Giovanni Pio Oliverio (Primavera degli Studenti).